# Kombatant
Kombatant (z fr. combattant) – żołnierz regularnych sił zbrojnych, oddziałów partyzanckich lub członek ruchu oporu zaangażowany w walkę w trakcie konfliktu zbrojnego. Osoba o szczególnym statusie w prawie konfliktów zbrojnych. Także potoczne określenie weterana.

## Prawo konfliktów zbrojnych
Każdy kombatant, który znajdzie się we władzy strony przeciwnej, staje się jeńcem wojennym.
Chociaż wszyscy kombatanci są zobowiązani do przestrzegania przepisów prawa międzynarodowego, mających zastosowanie w konfliktach zbrojnych, naruszenia tych przepisów nie pozbawiają kombatanta prawa do traktowania go jako kombatanta albo – gdy znajdzie się we władzy strony przeciwnej – prawa do traktowania go jako jeńca wojennego.
Dla wzmocnienia ochrony ludności cywilnej przed skutkami działań wojennych kombatanci są zobowiązani do odróżniania się od ludności cywilnej w czasie, gdy biorą udział w ataku lub w wojskowej operacji przygotowawczej do ataku.

## Kombatanci w Polsce
Według polskiej ustawy o kombatantach, kombatantami są osoby, które brały udział w wojnach, działaniach zbrojnych i powstaniach narodowych, wchodząc w skład formacji wojskowych lub organizacji walczących o suwerenność i niepodległość Rzeczypospolitej Polskiej.
W świetle tej ustawy kombatantami nie są m.in. osoby, które:
- kolaborowały z okupantem sowieckim w latach 1939–1941,
- kolaborowały z okupantem niemieckim w latach 1939–1945,
- pracowały w latach 1944–1956 w organach zwalczających organizacje oraz osoby działające na rzecz suwerenności i niepodległości Polski:
  - w NKWD lub innych organach represji Związku Socjalistycznych Republik Radzieckich.
  - w strukturach Urzędów Bezpieczeństwa, Służby Bezpieczeństwa i Informacji Wojskowej, a także nadzorujących je komórkach jednostek zwierzchnich,
  - w jednostkach organizacyjnych lub na stanowiskach związanych ze stosowaniem represji:
    - w organach prokuratury i prokuraturze wojskowej,
    - w sądownictwie powszechnym lub wojskowym,
    - w służbie więziennej,

  - dla organów bądź jednostek organizacyjnych PPR lub PZPR.

Polskim urzędem centralnej administracji rządowej, powstałym 1991 roku w celu zapewnienia kombatantom oraz ofiarom represji wojennych i okresu powojennego XX w. niezbędnej pomocy i opieki oraz należnego im szacunku i pamięci jest Urząd do Spraw Kombatantów i Osób Represjonowanych.